# Aemilia affinis
Aemilia affinis är en fjärilsart som beskrevs av Rothschild 1909. Aemilia affinis ingår i släktet Aemilia och familjen björnspinnare. Inga underarter finns listade i Catalogue of Life.